# Ana Terter
Ana Terter (bolgarsko in srbsko Ана Тертер, Ana Terter) je bila bolgarska princesa in kot četrta žena Štefana Milutina v letih 1284–1299 srbska kraljica, * neznano, † po 1304.
Po Georgiju Pahimerju je bila "hčerka Terterja, ki mu jo je rodila Asenoca sestra". Asenova sestra je bila Kira Marija, druga žena Jurija I. Terterja.  Po drugi teoriji je bila Ana hčerka Jurija Terterja in njegove prve žene Marije, sestre bolgarskega carja Teodorja Svetoslava.
S Štefanom Milutinom se je poročila leta 1284 kot njegova četrta žena. Z bnim je imela dva otroka:
- Štefana Uroša III. Dečanskega, očetovega naskednika na srbskem prestolu
- Ano Nedo, poročeno z bolgarskim carjem Mihaelom Šišmanom

Štefan Milutin se je leta 1299 ločil od Ane Terter in se poročil s pet let staro Simonido, hčerko bizantinskega cesarja Andronika II. Paleologa.

## Sklica
1. ↑  Georgius Pachymeres. Relationes Historicas. Edidit, notisque instruxit Albertus Failler. Gallice vertit Vitalianus Laurent. (CFHB XXIV/2). Pariz, 1999.
2. ↑  Pavlov, Plamen."Търновските царици". В.Т.: ДАР-РХ, 2006.

## Vir
- Krastev, Krasimir. "Съдбата на българската царкиня Анна Тертер". Тангра. Сборник в чест на 70-годишнината на акад. Васил Гюзелев. С.: СУ, 2006, str. 649-657.

| Nazivi za člane kraljevske družine | Nazivi za člane kraljevske družine | Nazivi za člane kraljevske družine |
| ---------------------------------- | ---------------------------------- | ---------------------------------- |
| Predhodnik: Elizabeta Árpád        | Kraljica Srbije 1284–1299          | Naslednik: Simonida                |